# Satrap (musikalbum)
Satrap är det norska power metal-bandet Gaia Epicus debutalbum och utgavs 23 maj 2003 av Sound Riot Records. Bandet hade två fasta medlemmar, Thomas Christian Hansen på sång och gitarr samt Joakim "Jokke" Kjelstad på gitarr. Därutöver medverkar på albumet även Morty Black, bas, Alessandro Elide, trummor, och "Dj-Dritskummel", keyboards. All musik och text är skriven av Thomas Christian Hansen. Albumet spelades in i "Godt Selskap Studios" mellan 2002 och 2003. Omslaget är designat av J.P. Fournier som även gjort skivomslag åt bland andra Edguy, Avantasia och Dragonforce.
Satrap återutgavs i juni 2009 av Epicus Records med ett bonusspår, "7th Millennium".

## Låtlista
1. "Keepers of Time" – 6:30
2. "Heaven's Gate" – 4:45
3. "Fire & Ice" – 5:20
4. "Inside the Storm" – 3:56
5. "Die for Your King" – 3:53
6. "Star Wars" – 9:28
7. "Innovation" – 6:12
8. "Cyber Future" – 6:06
9. "Freedom Calls" – 8:17
10. "Heavy Metal Heart" – 4:37
11. "Watch the Sky" – 8:46

Bonusspår på 2009 års utgåva
1. "7th Millennium" – 6:59

Alla låtar skrivna av Thomas Christian Hansen.

## Medverkande
Gaia Epicus
- Thomas Christian Hansen – sång, gitarr
- Joakim "Jokke" Kjelstad – gitarr, bakgrundssång

Gästmusiker
- Morty Black (Morten Skaget) – basgitarr
- Alessandro Elide – trummor
- Dj - Dritskummel (Eirik Dischler) – keyboard
- Rune Stavnesli – kör
- Jan Kenneth Transeth – kör
- Eternal Silence – kör

Övriga medverkande
- Godt Selskap – producent
- Emil Sporsheim – ljudmix, inspelning
- Rune Stavnesli – inspelning, mixning
- Mika Jussila – mastering
- J.P. Fournier (Edguy, Avantasia, Dragonforce) – albumdesign
- Louis Rodrigues – albumdesign
- Jason Juta – logo
- Linda Einmo – foto